# علي: قصة رجل مستقيم
علي: قصة رجل مستقيم رواية للكاتب الفلسطيني حسين ياسين. صدرت الرواية لأوّل مرة عام 2017 عن دار الرعاة للدراسات والنشر في رام الله. ودخلت في القائمة الطويلة للجائزة العالمية للرواية العربية لعام 2018، المعروفة باسم «جائزة بوكر العربية».

## حول الرواية
يروي الكاتب الفلسطيني «حسين ياسين» في هذه الرواية حكاية المتطوعين الفلسطينيين في الحرب الأهلية الإسبانية ما بين عامي 1939-1936. أبطال الرواية هم خمسة من الفلسطينيين، أخلصوا لقضية الحرية والعدالة. «علي»، بطل الرواية، يصبح قائدا عسكريا متميزا في فرقة المتطوعين الأجانب.

اعتبر على بأن هناك انفتاح بين الصراع الذّاتيّ للدفاع عن فلسطين والصراع الإنسانيّ العامّ الذي يبتغي نشر السّلام والعدالة الاجتماعيّة ودحر الحرب والاستعمار. يقول عليّ:
"إسبانيا، ساحة النّضال. كلّ ساحة للنّضال- ساحة شرف. لم ينتفض جسدي يومًا إلاّ من أجل النّضال ضدّ الظّلم ولنصرة المظلوم". 

## الشخصيات
- على شاب فلسطيني تطوع كمقاتل في “الكتيبة الأممية” التابعة للجيش الجمهوري، الساعي لتحرير اسبانيا من سلطة فرانكو. اعتبر على بأن هناك انفتاح بين الصراع الذّاتيّ للدفاع عن فلسطين والصراع الإنسانيّ العامّ الذي يبتغي نشر السّلام والعدالة الاجتماعيّة ودحر الحرب والاستعمار. يقول عليّ: "إسبانيا، ساحة النّضال. كلّ ساحة للنّضال- ساحة شرف. لم ينتفض جسدي يومًا إلاّ من أجل النّضال ضدّ الظّلم ولنصرة المظلوم". [5]
- وردة حب الطفولة النّقيّ، ابنة الشّهيد يوسف الذي قتله الإنجليز. ي القلب الدافئ والوجه البشوش الذي يلتجئ إليه عليّ بعد كلّ هزيمة وانكسار
- وفيقة ناشطة سياسيّة، تقود المظاهرات، تهتف بشعارات نسويّة ووطنيّة، وشاهدة على وحشيّة التّعذيب الذي تعرّضت له نبيلة.
- نبيلة تصور المرأة الفلسطينيّة المثقّفة والمناضلة والسّجينة التي تقاوم الجلاّد الصهيوني بالصّبر والممانعة والمقاومة. تقول نبيلة "إحنا النسوان لازم نساهم مع الرجال، مهو الغلب اللي عليهم علينا، المرأة قبل الزلمة، والبنت قبل الصبي" (ص 76)
- سمحا : شريكة على في الحزب، وهي فتاة يهوديّة يمنيّة وناشطة سياسيّة من القدس، الشّخصيّة النسائيّة التي لعبت دّورا في حياة عليّ السياسية وصقل وعيه وتنمية شعوره بالالتزام بقضايا العدالة الاجتماعيّة ومساواة المرأة بالرّجل. كانت بوّابة عليّ إلى حزب الطّبقة العاملة الثّوريّ الذي يهدف محلّيًّا ووطنيًّا إلى طرد المستعمر الإنجليزي من البلاد وتحرير الوطن وبناء المجتمع الاشتراكيّ.
- الخندرا مناصلة شيوعية